# جسر قطور
جسر استراتيجي يربط إيران بتركيا وأوروبا تم إنشائه عام 1970 يربط إيران بتركيا وأنشئت عليه خط سكة الحديد، ويقع 25 كم جنوب غرب مدينة غوتور المزاج الحدوديه التابعة لمحافظة أذربيجان الغربية. ارتفاع الجسر 228 متر وبطول 182 متر، الفضاء الداخلي والطول الكلي 232 متر والجسر من الاسفل مقوس وضمن منطقه وعره مصممة الجسر مهندسه المانيه، وقد تعرض لعدة ضربات جويه خلال الحرب العراقية الإيرانية حرب الخليج الأولى.

## خلفيات الهجوم
كان الغرض من مهاجمة الجسر منع الجانب الإيراني من طرق امداداته وخصوصا بعد فرض الحصار شبه الكامل على مياه الخليج العربي من قبل القوة الجوية العراقية تم أتخاذ القرار لمهاجمة جسر قاطور لاهميته الإستراتيجية واعتباره المنفذ الرئسي للامدادات عبر تركيا وبذلك تم منع إيران من تمويل التها العسكرية عبر منافذها البرية والبحرية والجوية.

### تنفيذ الضربة
أقلعت اربع طائرات ميراج عراقية داسو ميراج إف1 من قاعدة ابي عبيدة الجوية محملة ب 2 صاروخ ماجك أر550 ماجيك مع خزان وقود اضافي سعة 1100 لتر باتجاه قاعدة صدام الجوية بقيادة اربع من طياري السرب 79 وبعد النزول تم تهيئة الطائرات وتحميلها بالقنابر عليه أصبحت الحمولة /2 قنبرة مارك 84 حرة السقوط (زنة 2000 رطل) حيث قام الكادر الفني من القوة الجوية العراقية بتزويد القنابر بفيوز خرق وبتاخر زمني مقداره 0.25 ثانية مع مدفع ديفا 30 ملم مع 250 اطلاقة بعد اكمال تجهيز الطائرات وتهيئة الخرائط تم الإقلاع لتنفيذ الواجب، بعد الإقلاع تم التسلق إلى ارتفاع 5 كم والسرعة 780 كم/سا G/S وقبل الحدود بمسافة 50 كم تم الانحدار إلى ارتفاع 50 متر والسرعة 900 كم /سا G/S وذلك من اجل تامين عنصر المياغتة وتقليل الوقت المتيسر للدفاع الجوي الإيراني للتصدي لا سيما وان طائرات الفانتوم إف-4 فانتوم الثانية المتواجدة في قاعدة تبريز الجوية كان الهدف يقع ضمن نصف قطر عملها.
تم اختيار خط الرحلة بشكل متقن إذ تم الدخول للاجواء الإيرانية من المثلث العراقي التركي الإيراني.
طيلة خط الرحلة كانت الأرض وعرة وعبارة عن جبال ووديان لذلك حافظ تشكيل الضربة على وحدته وكان الطيران يتم حسب الخطة المرسومة تماما بعد ذلك تم الوصول إلى منطقة PUP المحددة مسبقا في حين ان الهدف يقع في الجهة الأخرى من السلسلة الجبلية ولم يتم تامين الاتصال البصري معه.
قبل الوصول إلى منطقة PUP قامت الطائرات العراقية بتسارع إلى 960 كم /سا ومن ثم تم عمل PUP إلى ارتفاع 1500 متر وهنا تم استمكان جسر قاطور وبداء قصف الهدف بزاوية لا تقل عن 30 درجة (علما بان مفاتيح الاسلحة تم تجهيزها كاملة قبل الوصول إلى نقطة PUP).
تمت عملية الانقضاض ووضع نقطة التسديد الموجودة بالمسددة على الهدف (حجم الببر في المسددة هي 2 ملليريدين ويعني هذا بارتفاع 1000 متر ستغطي على الأرض مساحة مقدارها 7 متر ليتم الانحار إلى ارتفاع 800 متر مع سرعة 925 كم /سا (لانها السرعة المثالية للكومبيوتر لحساب اسقاط الاسلحة في طائرة الميراج)، تجنبت الطائرات العراقية التسديد على الدعامات الخرسانية العمودية وذلك لان الجسر مصمم ضد الزلازل الارضية وبالتالي ستكون الضربات غير مؤثره على تدمير الجسر، عليه يكون التسديد على الجزء العلوى المسطح (العوارض الافقية بين العوارض العمودية والتي كان عرضها لا يتجاوز 10 متر).